# Joaquim Saura i Falomir
Joaquim Saura i Falomir (Barcelona, 20 de gener de 1917 - Barcelona, 18 de maig de 1999) fou mestre i escriptor barceloní.
Estudià magisteri i filosofia i lletres, exercint de mestre, professor i catedràtic de batxillerat. El 1968 fou el primer director de l'IES Joan Boscà de Barcelona. El 1985 va rebre el premi Josep M. Folch i Torres per Quan els bongós sonaven. Ha escrit sobretot narrativa infantil i juvenil que s'han traduït al castellà, francès i neerlandès. També ha col·laborat amb Joan Alcina en diversos llibres per a batxillerat.

## Obres

### Narrativa infantil i juvenil
- “Quan els bongós sonaven” Barcelona: La Galera, 1986 [infantil]
- “La Clara i les cireres” Barcelona: La Galera, 1987 [juvenil] ISBN 84-246-2214-6
- “La muntanya foradada” Barcelona: Abadia de Montserrat, 1989 [infantil] ISBN 84-7826-011-0
- “La invisible mà dels vents” Barcelona: Casals, 1990 [infantil]

### Novel·la
- “Agatadàgio” Lleida: Pagès, 1991
- “A Montblanquet passen coses” Barcelona: L'Eixample, 1984 ISBN 84-86279-00-3

### Llibres de Text
- “Lengua española : primer curso adaptado al del vigente bachillerato; Félix Ros, Joaquim Saura. Barcelona : [Estudio], 1976
- “Estilo : literatura española : segundo curso [B.U.P.]; Joan Alcina, Joaquim Saura. Barcelona : Vicens-Vives, 1976
- “Biblos : literatura española y europea. tercer curso [B.U.P.]; Joan Alcina, Joaquim Saura. Barcelona : Vicens-Vives, 1977
- “Lengua española : viva 8 : guía didáctica : [E.G.B.]; Joan Alcina, Joaquim Saura. Barcelona : Vicens vives, 1979
- “Palabra : lengua española : primer curso de Bachillerato Unificado Polivalente; Joan Alcina, Joaquim Saura. Barcelona : Vicens-Vives, 1980
- “Lengua española : viva 6 : [E.G.B.]; Joan Alcina, Joaquim Saura ;[il·lustracions: Isidro Monés]. Barcelona : Vicens vives, 1981
- “Lengua española : Viva-7”; Joan Alcina, Joaquim Saura. Barcelona : Vicens-Básica, 1981